# Королівське вбивство
Королівське вбивство (англ. Royal Kill) — американський бойовик 2009 року.

## Сюжет
В США приїжджає найманий вбивця з метою вбити юну дівчину. Ця дівчина не знає, що вона — остання спадкоємиця Гімалайського Королівства. Одночасно з вбивцею в Америку направляється воїн, який повинен буде захистити юну принцесу.

## У ролях
| Актор              | Роль              |
| ------------------ | ----------------- |
| Пет Моріта         | менеджер виставки |
| Ерік Робертс       | тато              |
| Лалейн             | Джейн             |
| Алекс Рейт         | Адам Артаван      |
| Гейл Кім           | вбивця            |
| Дженні Кріст       | покоївка          |
| Ніколь Браун       | Андреа            |
| Даррен Кендрік     | сусід             |
| Джиммі Янг         | поліцейський 2    |
| Боббі Рут          |                   |
| Нафис Ахмед        | Мехрін Абассі     |
| Нора Грінвальд     |                   |
| Даррен Пол Кендрік | Шес Бадді         |